# Bruno Fromme
Bruno Fromme OCist (* als Elmar Fromme am 28. Februar 1938 in Köln; † 7. Mai 2017 in Wittlich) war ein deutscher Zisterzienser. Er war von 1991 bis 2011 Abt der Abtei Himmerod.

## Leben
Fromme studierte nach seinem Abitur 1957 am Kölner Dreikönigsgymnasium Philosophie, Katholische Theologie und Kunstgeschichte an der Rheinischen Friedrich-Wilhelms-Universität Bonn und am Bonner Collegium Albertinum. 1959 trat er als Novize der Ordensgemeinschaft der Zisterzienser in das Kloster Himmerod in der Eifel bei. Von 1960 bis 1964 studierte er an der Hochschule der Erzabtei Beuron und engagierte sich beim Wiederaufbau der barocken Himmeroder Abteikirche. Seine Profess als Mönch legte er am 21. November 1960 in Himmerod ab und die Priesterweihe erhielt er am 16. August 1964 in der dortigen Abteikirche. Fromme war zunächst in der Seelsorge und von 1969 bis 1989 als Missionar in Brasilien tätig. Im Kloster Hardehausen-Itatinga, einer Zisterzienser-Abtei in Itatinga, São Paulo, betreute er eine ca. 1000 Quadratkilometer große Pfarrei als Seelsorger und hatte die Leitung mehrerer großer Bauprojekte inne. 
In Nachfolge von Ambrosius Schneider war er von 1991 bis 2011 Abt der Abtei Himmerod. Bruno Frommes Abtsweihe erfolgte am 21. März 1991 durch den Trierer Bischof Hermann Josef Spital. Aus gesundheitlichen Gründen (Herzinfarkt) trat er am 18. Januar 2011 zurück; sein Nachfolger war Stephan Reimund Senge als Prior-Administrator.
Fromme verstarb in den Abendstunden des Guthirtensonntages im Krankenhaus in Wittlich und wurde am 11. Mai 2017 auf dem Klosterfriedhof beigesetzt.